# Simon van Velthooven

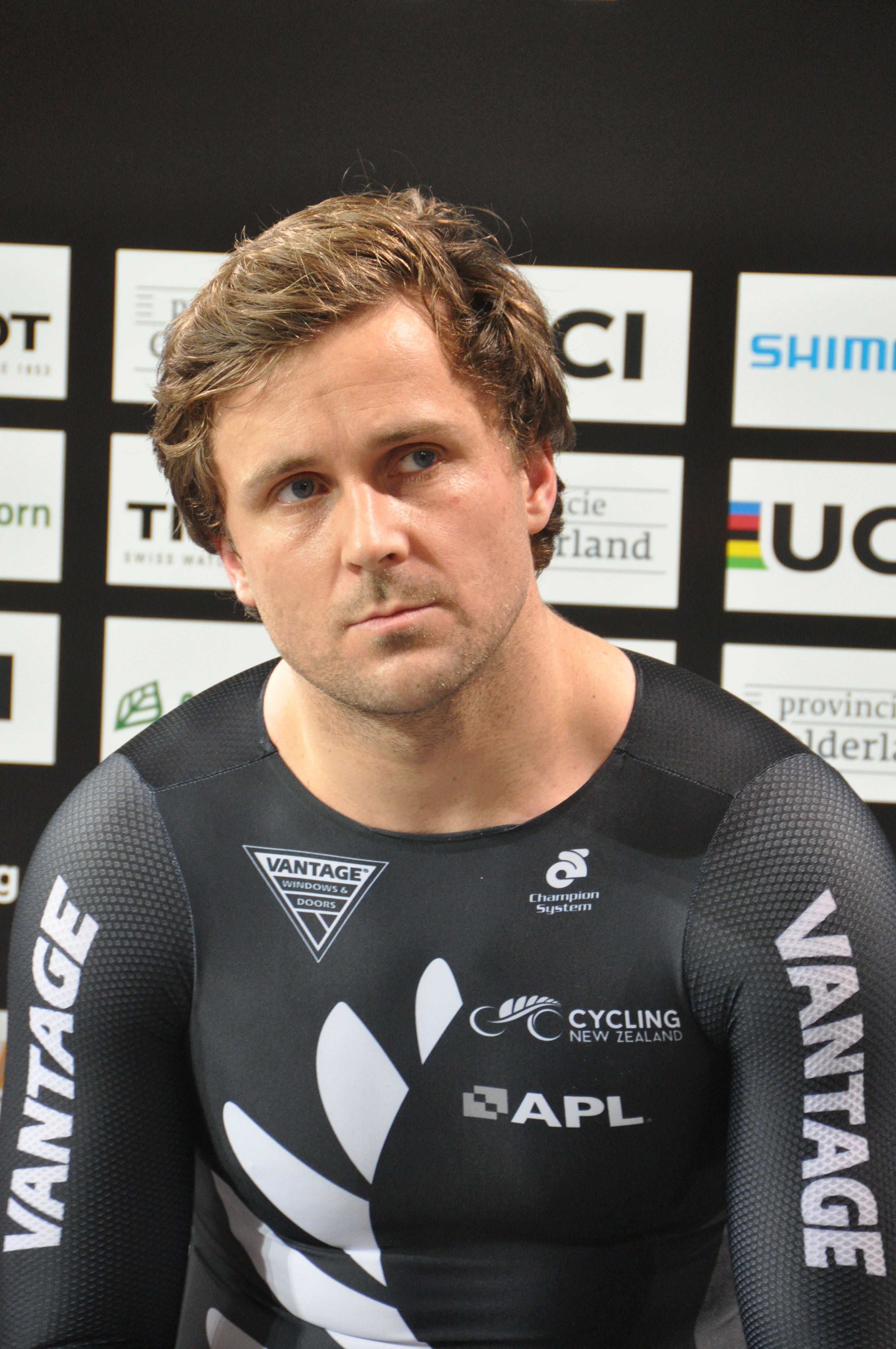

Simon van Velthooven (ur. 8 grudnia 1988 w Palmerston North) – nowozelandzki kolarz torowy i szosowy, brązowy medalista olimpijski oraz dwukrotny medalista mistrzostw świata w kolarstwie torowym.

## Kariera
Pierwszy sukces w karierze Simon van Velthooven osiągnął w 2005 roku, kiedy na igrzyskach Oceanii juniorów zdobył złoty medal w sprincie drużynowym, a indywidualnie był drugi w wyścigu na 1 km i trzeci w sprincie indywidualnym. Dwa lata później, podczas kolarskich mistrzostw Oceanii zdobył srebrny medal w omnium. W 2010 roku wziął udział w mistrzostwach świata w Kopenhadze, gdzie był dziewiąty w keirinie. Na rozgrywanych w 2011 roku kolarskich mistrzostwach Oceanii zdobył złote medale w wyścigu na 1 km, keirinie i sprincie drużynowym. Ponadto na mistrzostwach świata w Melbourne w 2012 roku zajął trzecie miejsce w wyścigu na 1 km ze startu zatrzymanego, w którym wyprzedzili go tylko Niemiec Stefan Nimke i Francuz Michaël D’Almeida. W tym samym roku wystąpił także na igrzyskach olimpijskich w Londynie, gdzie zdobył brązowy medal w keirinie, przegrywając tylko z Brytyjczykiem Chrisem Hoyem i Niemcem Maximilianem Levym. Na tej samej imprezie zajął także piąte miejsce w sprincie drużynowym. Kolejny medal zdobył podczas rozgrywanych w 2013 roku mistrzostw świata w Mińsku, zajmując drugie miejsce w wyścigu na 1 km. W zawodach tych lepszy okazał się jedynie Francuz François Pervis.